# Guoyangdian Xiang
Guoyangdian Xiang (kinesiska: 郭秧店乡, 郭秧店) är en socken i Kina. Den ligger i provinsen Heilongjiang, i den nordöstra delen av landet, omkring 190 kilometer nordväst om provinshuvudstaden Harbin.
Genomsnittlig årsnederbörd är 857 millimeter. Den regnigaste månaden är juli, med i genomsnitt 268 mm nederbörd, och den torraste är januari, med 6 mm nederbörd.